# إقلاع وهبوط قصير

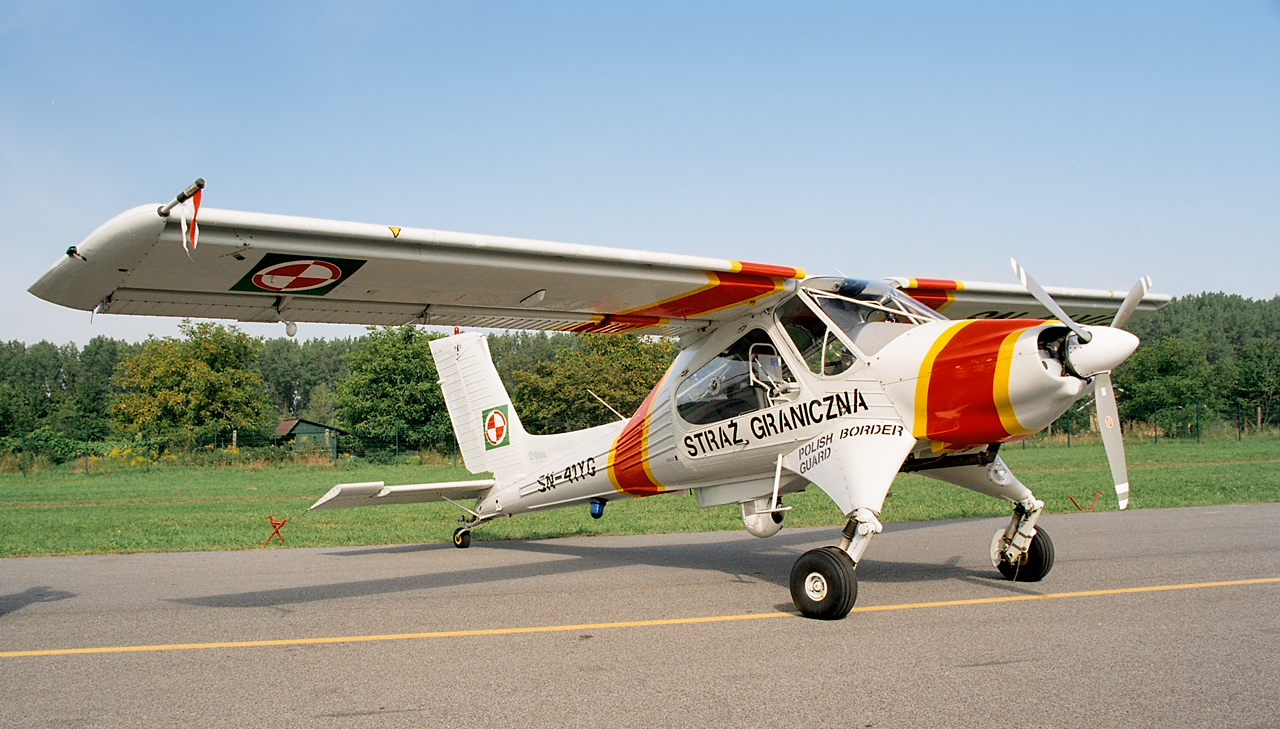
طائرة ستول خفيفة.

ستول (بالإنجليزية: STOL)‏ أو الإقلاع والهبوط القصير (بالإنجليزية: short take-off and landing)‏ وهو تعبير يُستَعمل لوصف طائرة لا تتطلب مدرج طويل للهبوط.
إنّ تعريف منظمة حلف شمال الأطلسي الرسميِ (الناتو) (منذ عام1964):
" الإقلاع والهبوط القصير هو قدرة الطائرة لاستيضاح أي عقبة من بعد 15 م (ما يعادل 50 قدم) ضمن مساحة 450 م (ما يعادل 1500 قدم) وذلك عند الإقلاع. أما في الهبوط فهو الهبوط ضمن مساحة 450 م (ما يعادل 1500 قدم) عند تجاوز عقبة ما بمسافة 15 م."
العديد من طائرات الإقلاع والهبوط القصير ثابتة الأجنحة تكون طائرات أجمّة (الطائرات التي تقلع وتهبط في الغابات والأحراش) مع ذلك البعض من هذه الطائرات مثل طائرة (de Havilland Dash-7) مُصَمَّمة للاستعمال على المدرجات المعبده.
الشئ الآخر المساوي في الأهمية للمدرج القصير في هذا النوع من الطائرات هو القدرة على توضيح أو استيضاح العقبات مثل الأشجارِ عند الإقلاع والهبوط. عادة طائرات الستول تحتوي على أجنحة كبيرة للاستفادة من وزنها. تَستعملُ هذه الأجنحة أدوات ديناميكية هوائية مثل ألواح، شرائح، ومولّدات دوّامية.
أكثر طائرة ستول يُمكن أن تهبط إمّا داخل أو خارج المطارِ. تتضمّن مناطقُ الهبوط المثالية خارج المطار ثلجاً أو (استعمال مزلاجات)، حقول أو ضفاف الأنهار (تستعمل دهن خاصَّ في أغلب الأحيان، إطارات تندرا ضغط منخفض)، وماء (استعمال عربات). هذه المناطق ليست مشتركة لكن يمكن أن توجد، على سبيل المثال، في مطارِ مدينة لندن في إنجلترا.
لقائمة بطائرات الإقلاع والهبوط القصير انظر تصنيف:طائرات ستول.